# Эклога (стихотворение)

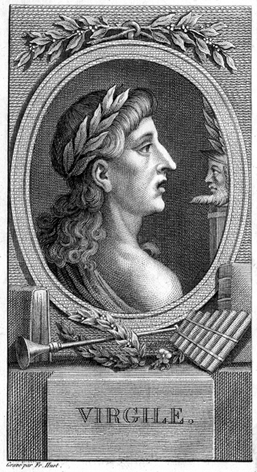
Вергилий

Термин экло́га (лат. ecloga от др.-греч. εκλογή — отбор, выбор) в античной поэзии (например, в «Буколиках» Вергилия) означал избранную идиллию, то есть сцену из сельской или пастушеской жизни (часто, любовную), выраженную в форме повествования или драмы.
Согласно Варрону, первоначально означало избранное небольшое стихотворение. Позднее, как свидетельствует Плиний Старший, оно закрепилось за пасторалью. Как жанр пасторальной поэзии была весьма распространена в литературе Португалии XVI века (Возрождение и маньеризм) в творчестве Бернардина Рибейру и Криштована Фалкана, Са де Миранды и Луиша де Камоэнса.
В литературе классицизма установилось различие (впрочем, соблюдавшееся не строго), согласно которому в идиллии ожидалось больше чувства, а в эклоге больше действия. В XVIII веке за возрождение жанра выступал один из основателей Лузитанской Аркадии Круз и Силва.
Первым автором русских эклог считается Александр Петрович Сумароков.
Жанр эклоги полностью изжил себя и прекратился к началу XIX столетия.
Возрожден во второй половине XX века, в частности, в поэзии Миклоша Радноти и Иосифа Бродского.